# Aiguille de Tré la Tête
Aiguille de Tré la Tête (3930 m n. m.) je hora v jižní části Montblanského masivu na italsko-francouzské státní hranici (nejvyšší bod se nachází v Itálii). Francouzská část masivu leží na území obce Les Contamines-Montjoie v departementu Horní Savojsko, italská část leží na území obce Courmayeur v oblasti Údolí Aosty.
Horu tvoří krátký hřeben orientovaný přibližně ve směru severozápad-jihovýchod. V hřebeni se nacházejí tyto vrcholy:
- L'Aiguille Nord nebo Tête Blanche (3892 m) - severní vrchol
- L'Aiguille Centrale Nord-Ouest (3846 m) - centrální severovýchodní vrchol
- L'Aiguille Centrale Sud-Est (3930 m) - centrální jihovýchodní vrchol, nejvyšší bod
- L'Aiguille Orientale (3,895 m) - východní vrchol

Hora leží v hraničním hřebeni, který na severu klesá přes vrchol Tête Carrée (3732 m) do sedla Col Infranchissable (3349 m), za kterým se nachází masív Dômes de Miage (3673 m). Na jihu hora sousedí s vrcholem Aiguilles de la Lée Blanche (3697 m), který je oddělen dvojicí sedel Col de Tré la Tête (3515 m) a Col de la Lée Blanche (3555 m). Východojihovýchodním směrem vybíhá z hory krátká rozsocha s vrcholy Aiguille de l'Aigle (3553 m) a Petit Mont Blanc (3431 m). Pod západními svahy Aiguille de Tré la Tête stéká ledovec Glacier de Tré la Tête, pod východními Glacier du Miage a pod jihovýchodními Glacier de la Lée Blanche.
Na vrchol hory jako první vystoupili 12. července 1864 Anthony Adams Reilly, Edward Whymper, Michel Croz, Michel Payot a H. Charlet.